# Исчезнувшие населённые пункты Якутии
Исчезнувшие населённые пункты Якутии — селения, существовавших на территории современной Республики Саха (Якутия).
В силу разных причин они были покинуты жителями, или включены в состав других населённых пунктов.
Указом Президиума Верховного Совета Якутской АССР от 3 ноября 1986 года исключены из учётных данных административно-территориального деления сельские населённые пункты:
- Звёздочка Суордахского наслега Верхоянского улуса (не путать с пгт Звёздочка в Усть-Майском улусе);
- Хонор — на территории, административно подчинённой п. Эсе-Хая Верхоянского улуса;
- Разъезд  Якутский — на территории, административно подчинённой г. Нерюнгри.

Указом Президиума Верховного Совета Якутской АССР от 17 декабря 1986 года исключены из учётных данных административно-территориального деления сельские населённые пункты Среднеколымского улуса:
- Бысыттах Алазейского наслега
- Кенг-Кюёль Алазейского наслега;
- Чубукулах Березовского наслега.

Указом Президиума Верховного Совета Якутской АССР от 22 мая 1987 года исключены из учётных данных административно-территориального деления сельские населённые пункты:
- Aннa Петропавловского наслега Усть-Майского улуса;
- Келбик Эжанского наслега Усть-Майского улуса;
- Сардана, на территории административно подчинённой п. Югорёнок Усть-Майского улуса;
- Усть-Бам, на территории административно подчинённой п. Бриндакит Усть-Майского улуса;
- Сагастыр Туматского наслега Булунского улуса.

Указом Президиума Верховного Совета Якутской АССР от 7 июня 1989 года исключён из учётных данных административно-территориального деления
- Убоян, сельский населённый пункт Нюрбинского улуса (в связи с фактическим слиянием включён в черту п. Нюрба).

Постановлением Президиума Верховного Совета Республики Саха (Якутия) от 13 апреля 1993 года № 1442-XII исключён из учётных данных административно-территориального деления
- Алексеевск, сельский населённый пункт Алданского улуса (в связи с фактическим слиянием включён в черту г. Томмот).

Постановлением Президиума Верховного Совета Республики Саха (Якутия) от 8 октября 1993 года № 1570-XII исключены из учётных данных административно-территориального деления сельские населённые пункты Аллаиховского улуса:
- Крайний Берелехского наслега;
- Похвальный Юкагирского наслега;
- Яр Русско-Устьинского наслега.

Постановлением Палаты Республики Государственного Собрания (Ил Тумэн) Республики Саха (Якутия) от 26 сентября 1997 года № 285-1 населённый пункт Звероферма и п. Кыл-Бастах Хангаласского улуса включены в черту г. Покровск и исключены из учётных данных административно-территориального деления по Хангаласскому улусу.
Постановлением Правительства Республики Саха (Якутия) от 17 февраля 1998 года № 66 из учётных данных административно-территориального деления исключены населённые пункты Алданского улуса:
- Добролёт, Хайысардах Буягинского наслега;
- Каталах, Эмельджак, находящиеся в административном подчинении п. Ыллымах;
- Лаппа Анаминского наслега;
- Малый Нимныр, находящийся в административном подчинении п. Большой Нимныр;
- Озерный, находящийся в административном подчинении г. Алдан;
- Снежный, находящийся в административном подчинении п. Канкунский;
- Тобук,
- Усть-Селигдар Беллетского наслега;
- Эльконка, находящийся в административном подчинении п. Безымянный.

Постановлением Правительства Республики Саха (Якутия) от 31 марта 1998 года № 119 из учётных данных административно-территориального деления исключены населённые пункты
по Жиганскому улусу:
- Куонара Жиганского наслега;
- Менкеря, Улахан-Кюёль Ленского наслега.

по Кобяйскому улусу:
- Бакыр Мукучунского наслега;
- Илин-Мукучу Люччегинского 2-го наслега;
- Кыталыктах Нижилинского наслега;
- Сюрюн-Кюёль Ламынхинского наслега;
- Тас-Тумус Усть-Вилюйского наслега;
- Энгельс Ситтинского наслега;

по Среднеколымскому улусу:
- Дьахтар-Унгуохтах Кангаласского 2-го наслега;
- Кульдино Мятисского 1-го наслега.

Постановлением Правительства Республики Саха (Якутия) от 10 июля 1998 года № 322 из учётных данных административно-территориального деления исключены населённые пункты.
по Амгинскому улусу:
- Арангас Сатагайского наслега;
- Хайыргас Абагинского наслега;
- Чакыр 1-й Соморсунского наслега.

по Верхнеколымскому улусу:
- Мангазейка, Тала-Кюёль Арылахского наслега;
- Оттур-Кюёль Верхнеколымского наслега;
- 56-й километр Угольнинского наслега.

по Верхоянскому улусу:
- Адычанск, Ойун-Хомото, Тысы-Кыл, административно подчиненные п. Батагай;
- Аппыт, административно подчинённый г. Верхоянск;
- Ченкеленья, административно подчинённый п. Лазо;
- Атыр-Мейите, Хайыкан Дулгалахского наслега;
- Мой-Юрях, Екюччю, Хатынгнах Суордахского наслега;
- Асар Эгинского наслега.

по Горному улусу:
- Федосья-Аласа Кировского наслега;
- Эбя Бердигестяхского наслега.

по Ленскому улусу:
- Отрадный Мурбайского наслега;
- Силинский, административно подчинённый п. Витим.

по Мирнинскому улусу:
- Алакит, административно подчинённый п. Айхал.

по Намскому улусу:
- Арангас Салбанского наслега;
- Культура Тюбинского наслега.

по Олекминскому улусу:
- Тарыннах, административно подчинённый п. Торго;
- Долон Абагинского наслега;
- Бысыттах, Ерт-Кюёль, Харыялах, Хойгуолах Мальжагарского наслега;
- Нохтуйск, Точильное Мачинского наслега;
- Бетюнг Троицкого наслега;
- Русская Речка Урицкого наслега;
- Оттох Хоринского наслега;
- Атырдьах Чаринского национального наслега.

по Таттинскому улусу:
- Санга-Олох Баягинского наслега.

по Томпонскому улусу:
- Томпо Томпонского наслега.

по Усть-Янскому улусу:
- Власово, Кулар, Энтузиастов, с передачей занимаемых ими земель в состав территории Омолойского национального наслега;
- Тенкели, с передачей занимаемых им земель в состав территории Уяндинского национального наслега;
- Омчикандя Уяндинского национального наслега;
- Тастах Силянняхского национального наслега.

по Эвено-Бытантайскому улусу:
- Кубалах Нижнебытантайского наслега;
- Эмендерян Тюгесирского наслега.

по Нерюнгринскому улусу:
- Угольный, административно подчинённый п. Чульман;
- Десовский, Перекатный, Суон-Тит, Таежный Хатыминского наслега.

по территории города республиканского значения Якутска:
- Выделенный, административно подчинённый п. Марха;
- Остров, административно подчинённый п. Жатай;
- Николаевка, Третий участок Тулагино-Кильдемского наслега.

Постановлением Правительства Республики Саха (Якутия) от 29 сентября 1998 года № 443 из учётных данных административно-территориального деления исключены населённые пункты:
по Абыйскому улусу:
- Дружина, административно подчинённый п. Белая Гора;
- Улуннах Майорского национального наслега.

по Нижнеколымскому улусу:
- Большой Олёр, Харчи Олёринского наслега;
- Алазея, Амболиха, Большая Куропаточья, Большая  Тоня, Горла, Курдигино, Логашкино, Малая Куропаточья, Четырёхстолбовой Походского наслега;
- Галявино, Карлуково, Стадухино, Тимир, Чайгургино Халарчинского наслега.

по Оймяконскому улусу:
- Бурустах, Интах административно подчинённые п. Артык;
- Агробаза, Богатырь, Дражный, Малтан, административно подчинённые п. Нелькан;
- Ольчанская ГРП, административно подчинённый п. Ольчан;
- Захаренко, Куобах-Баса, административно подчинённые п. Предпорожный;
- Балаганнах, административно подчинённый п. Усть-Нера;
- Угловой, Эльга, административно подчинённые п. Эльгинский;
- Партизан, административно подчинённый с. Арга-Мой Арга-Мойского наслега;
- Аян-Кюёль, Балаган, Переправа 2-го Борогонского наслега;
- Бугуях Сордоннохского наслега;
- Быйыттах Терютского наслега.

Постановлением Правительства Республики Саха (Якутия) от 1 июня 1999 года № 286 исключены из учётных данных административно-территориального деления сельские населённые пункты
по Анабарскому улусу:
- Амакинский Эбеляхского наслега

по Булунскому улусу:
- Полярка, административно подчинённый п. Тикси;
- Тит-Ары Туматского наслега
- Ыстаннах-Хочо Ыстаннахского наслега

по Сунтарскому улусу:
- Анях Вилюйчанского наслега
- Куосан Жарханского наслега
- Мечеке Эльгяйского наслега
- Угут-Кюель Эльгяйского наслега
- Нахара Крестяхского наслега
- Нелбиктя Бордонского наслега
- Тыса-Кыс Арылахского наслега.

Постановлением Правительства Республики Саха (Якутия) от 3 декабря 1999 года № 651 исключены из учётных данных административно-территориального деления сельские населённые пункты Кобяйского улуса:
- Ат-Баса Куокуйского наслега;
- Ыал-Усуга Кировского наслега.

Постановлением Палаты Республики Государственного Собрания (Ил Тумэн) Республики Саха (Якутия) от 2 марта 2000 года ПР № 194-II исключён из учётных данных административно-территориального деления сельский населённый пункт
- Нежданинское Томпонского улуса.

Постановлением Правительства Республики Саха (Якутия) от 10 марта 2000 года № 148 исключены из учётных данных административно-территориального деления сельские населённые пункты:
- Елёнг Бердигестяхского наслега Горного улуса;
- Тойон-Ары Мальжагарского наслега Хангаласского улуса.

Постановлением Правительства Республики Саха (Якутия) от 26 декабря 2000 года № 678 исключён из учётных данных административно-территориального деления
- Хара, сельский населённый пункт Кировского наслега Кобяйского улуса
- Лазо Верхоянского улуса.

Постановлением Правительства Республики Саха (Якутия) от 15 октября 2001 года № 523 исключён из учётных данных
- Канкунский пос. Алданского улуса.

Постановлением Правительства Республики Саха (Якутия) от 26 октября 2001 года № 557 исключены из учётных данных административно-территориального деления сельские населённые пункты Усть-Майского улуса:
- Акра на территории административно подчинённой п. Эльдикан;
- Юр на территории административно подчинённой п. Югоренок.

Постановлением Правительства Республики Саха (Якутия) от 26 октября 2001 года № 558 исключён из учётных данных административно-территориального деления
- Салдыкель, сельский населённый пункт Салдыкельского наслега Ленского улуса.

Постановлением Правительства Республики Саха (Якутия) от 14 августа 2003 года № 535 исключён из учётных данных административного деления
- Заречный, сельский населённый пункт, административно подчинённый п. Безымянный Алданского улуса. Не путать с пос. Заречный в Олекминском улусе

Постановлением Правительства Республики Саха (Якутия) от 4 марта 2005 года № 112 исключены из учётных данных административного деления
- Олгуйдах, сельский населённый пункт, административно подчинённый п. Чернышевский Мирнинского улуса.
- Бордой, сельский населённый пункт Ынгинского наслега Томпонского улуса.
- Северный посёлок Усть-Янского улуса.

Постановлением Правительства Республики Саха (Якутия) от 25 мая 2006 года № 230 исключён из учётных данных административного деления
- Мундуруччу, сельский населённый пункт Алданского улуса.

Распоряжение Правительства РФ от 27 мая 2006 г. № 757-р
Согласиться с предложением Правительства Республики Саха (Якутия) о закрытии в 2006—2007 годах пос. Югоренок (Усть-Майский улус), пос. Канкунский, пос. Заречный, пос. Безымянный (Алданский район), пос. Петушки (Нижнеколымский улус), пос. Торго (Олекминский улус) и пос. Нежданинское (Томпонский район).
Постановлением Правительства Республики Саха (Якутия) от 3 августа 2007 года № 336 исключены из учётных данных административного деления:
- Нелькан, сельский населённый пункт Оймяконского улуса.
- Ольчан, сельский населённый пункт Оймяконского улуса.
- Предпорожный, сельский населённый пункт Оймяконского улуса
- Сарылах, сельский населённый пункт Оймяконского улуса.
- Арга-Мой, сельский населённый пункт Оймяконского улуса.
- Октябрьский, сельский населённый пункт Оймяконского улуса.
- Победа сельский населённый пункт Оймяконского улуса.
- Эльгинский, сельский населённый пункт Оймяконского улуса.

Постановлением Правительства Республики Саха (Якутия) от 25 сентября 2008 года № 398 исключены из учётных данных административного деления:
- Бриндакит, посёлок Усть-Майского улуса
- Ыныкчан, посёлок Усть-Майского улуса

Постановлением Правительства Республики Саха (Якутия) от 26 декабря 2008 года № 591 исключён из учётных данных административного деления
- Промышленный, сельский населённый пункт Кобяйского улуса.

Постановлением Правительства Республики Саха (Якутия) от 25.12.2013 г № 450
- Сортол, село Баппагайинского наслега Вилюйского улуса
- Сеят, село Тогусского наслега Вилюйского улуса

19 июня 2019 года Постановление Государственного Собрания (Ил Тумэн) от 19 июня 2019 г. ГС N 226-VI «Об упразднении поселка Нагорный Нерюнгринского района Республики Саха (Якутия)» упразднён посёлок Нагорный Нерюнгринского района